# Februari 2010
Dit artikel geeft een chronologisch overzicht van belangrijke gebeurtenissen per dag in de maand februari van het jaar 2010.

## Gebeurtenissen

### 1 februari
- Uit president Barack Obama's begroting die hij naar het Amerikaanse Congres heeft gestuurd, blijkt dat het Amerikaanse begrotingstekort in 2010 naar een recordhoogte van zo'n 1560 miljard dollar zal stijgen.
- Het Tilburgse raadslid Hans Smolders wordt niet vervolgd wegens corruptie. Volgens het OM blijkt uit het onderzoek van de Rijksrecherche dat er niet voldoende bewijs is.
- Shell legt in Nigeria drie pompinstallaties stil, nadat een olieleiding is gesaboteerd in de Niger-delta.

### 2 februari
- De Hoge Raad der Nederlanden bepaalt dat het proces tegen de Hofstadgroep over moet. Het Openbaar Ministerie was in cassatie gegaan tegen de uitspraak van het Haagse gerechtshof.
- De hoogste militair van het Amerikaanse leger steunt de plannen van president Barack Obama om homo's openlijk te laten dienen in het leger. De voorzitter van Verenigde Chefs van Staven, admiraal Michael Mullen, heeft op persoonlijke titel zijn steun uitgesproken voor de afschaffing van Don't ask, don't tell.
- Seks met dieren wordt strafbaar in Nederland. Na de Tweede Kamer stemt ook de Eerste Kamer voor een initiatiefwetsvoorstel van de PvdA.
- In Maleisië wordt oppositieleider Anwar Ibrahim opnieuw berecht wegens homoseksuele handelingen. Voor dezelfde aanklacht zat hij eerder in de cel.

### 3 februari
- In Noordwest-Pakistan komen drie Amerikaanse militairen om bij een aanslag op een meisjesschool. Het zijn voor zover bekend de eerste Amerikaanse doden in het gebied.
- Het Zweedse parlement aanvaardt een wet die onder meer moet voorkomen dat de moord op premier Olof Palme uit 1986 zal verjaren. De verjaringstermijn vervalt per 1 juli voor moord, doodslag, volkerenmoord, terrorisme en misdaden tegen de menselijkheid.
- De Tweede Kamer wil dat de strippenkaart buiten Rotterdam voorlopig niet wordt afgeschaft. Dat mag pas na een evaluatie.
- Studenten van de Universiteit van Utrecht beëindigen de bezetting van het bestuursgebouw van de universiteit.
- Jan de Jonge is niet langer trainer van sc Heerenveen. Na de 3-1 nederlaag bij VVV-Venlo wordt hij op straat gezet.
- Het failliete HFC Haarlem wordt definitief uit de eerste divisie verbannen.

### 4 februari
- Prins Willem-Alexander, in zijn functie als voorzitter van de Adviescommissie Water, inspecteert de dijkversterking in Lekkerkerk. Het Hoogheemraadschap van Schieland en de Krimpenerwaard plaatst damwanden om de huizen te beschermen tegen overstromingen.
- Tien Amerikaanse missionarissen die vastzitten in Haïti zijn aangeklaagd voor ontvoering. Volgens de rechter is er genoeg bewijs om hen te vervolgen voor hun poging om 33 Haïtiaanse kinderen naar de Dominicaanse Republiek te brengen.
- De Amerikaans-Europese ruimtesonde Cassini zal, als hij blijft functioneren, nog zeven jaar onderzoek doen naar Saturnus en zijn manen en ringen. NASA heeft de missie verlengd tot 2017.
- Het beeldhouwwerk L'Homme qui marche I van Alberto Giacometti wordt in Londen verkocht voor 65 miljoen pond sterling, het hoogste bedrag ooit voor een geveild kunstwerk.
- Chelsea mag de transfermarkt weer op. Een verbod op het aantrekken van nieuwe spelers, opgelegd door de FIFA, wordt door het sporttribunaal CAS opgeheven.

### 5 februari
- De Portugese politie treft in een huis aan de grens met Spanje een grote hoeveelheid explosieven aan. In de garage van een huis dat door twee leden van de ETA werd gehuurd, lagen vijfhonderd kilo aan explosieven en materiaal om bommen mee te maken.
- Groot-Brittannië gaat de verantwoordelijkheid voor politie en justitie in Noord-Ierland overdragen aan de regering aldaar.
- In de Iraakse stad Kerbala vallen zeker veertig doden door twee autobommen, die vrijwel tegelijkertijd ontploffen.
- Landbouworganisatie LTO wil dat het Nederlandse kabinet zo snel mogelijk een noodfonds instelt voor geitenhouders die door de Q-koorts zijn getroffen. Volgens LTO dreigt een deel failliet te gaan.

### 6 februari
- Rijkswaterstaat moet opnieuw een reparatie uitvoeren aan de Roertunnel, in de A73. Ditmaal moeten ijzeren beugels worden aangebracht om dakplaten op hun plaats te houden.
- In een groot deel van het oosten van de Verenigde Staten wordt het openbare leven ontwricht door een zware sneeuwstorm.
- In Togo wordt massaal geprotesteerd tegen de schorsing van het nationale voetbalteam voor de volgende twee edities van de Afrika Cup. In de hoofdstad Lomé gaan minstens 10.000 mensen de straat op.
- De Belgisch-Franse bank Dexia krimpt de komende jaren met een derde in. In ruil daarvoor stemt de Europese Commissie in met de 6,4 miljard euro die België, Frankrijk en Luxemburg in 2008 in de bank pompten. Ook werd toen voor 150 miljard aan waarborgen afgegeven.
- De rugbyers van Ierland beginnen het Zeslandentoernooi met een zege op Italië. De titelhouder is op Croke Park in Dublin met 29-11 te sterk voor de Italianen, die vorig jaar met nul punten uit vijf duels laatste werden.

### 7 februari
- In de tweede ronde van de Oekraïense presidentsverkiezingen verslaat voormalig premier Viktor Janoekovytsj nipt Joelija Tymosjenko, de huidige premier. Laatstgenoemde vecht de uitslag aan en beticht haar tegenstander van verkiezingsfraude.
- De overheid in Dubai steekt ruim zes miljard dollar in het noodlijdende Dubai World. De staat is bereid om via een speciaal fonds nog veel meer geld in de investeringsmaatschappij te steken.
- Sieneke Peeters wint het Nationaal Songfestival 2010. In mei zal zij namens Nederland deelnemen aan het Eurovisiesongfestival in Oslo met het liedje Ik ben verliefd (Sha-la-lie).
- In Zwitserland wordt een skiër na zeventien uur levend onder een berg sneeuw vandaan gehaald. De 21-jarige Zwitser werd een dag eerder in Wallis overvallen door een lawine

### 8 februari
- De NAVO heeft een officieel verzoek bij Nederland ingediend om langer in Afghanistan actief te blijven, zo werd bekend.
- In Los Angeles wordt de arts van popster Michael Jackson aangeklaagd voor dood door schuld.
- De Rotterdamse korpschef Aad Meijboom stapt op. Hij zegt dat hij niet de juiste persoon is om veranderingen in het korps door te voeren na de strandrellen in Hoek van Holland.
- In Sri Lanka wordt oud-legerleider en oud-presidentskandidaat Sarath Fonseka opgepakt. De autoriteiten verdenken hem van staatsondermijnende activiteiten.

### 9 februari
- De provincie Noord-Holland gaat bij het Rijk bankieren. Het is voor het eerst dat een lagere overheid dat doet. Noord-Holland stort een miljard euro in de schatkist en dat betekent dat het Ministerie van Financiën de kas van de provincie gaat beheren.
- Vrouwen van 76 jaar en ouder mogen bij het screenen van borstkanker worden uitgesloten, zo bepaalt het gerechtshof in Den Haag in het hoger beroep van een proefproces dat onder meer was aangespannen door de Borstkankervereniging Nederland.
- Begin 2009 zijn er weer meer jongeren met een alcoholvergiftiging in het ziekenhuis terechtgekomen, zo laat minister Ab Klink van Volksgezondheid de Tweede Kamer weten.
- Ruud Gullit wordt benoemd als president van het zogeheten HollandBelgium Bid. De oud-international gaat de kandidatuur van beide landen voor het WK in 2018 of 2022 kracht bijzetten en wereldwijd uitdragen.

### 10 februari
- Koningin Beatrix doopt op de werf van IHC Merwede in Kinderdijk de nieuwe sleephopperzuiger van baggerbedrijf Koninklijke Boskalis Westminster N.V. Het schip de Willem van Oranje is 137 meter lang, 28 meter breed en heeft een laadruimte van 12 000 m³.
- Natuurbeheerders in Kenia beginnen met het transport van duizenden zebra's en gnoes naar het Nationaal park Amboseli, waar moeten ze dienen als prooi voor leeuwen en hyena's. Die vallen nu geregeld vee aan van boerderijen rondom het reservaat.
- Een Britse hindoe mag na zijn dood worden gecremeerd op een brandstapel. Lokale autoriteiten in Newcastle hadden zijn verzoek afgewezen, maar het hof van beroep geeft hem alsnog toestemming.
- László Bölöni vertrekt als coach van Standard Luik. In onderling overleg besloten de Belgische voetbalclub en de Roemeen het contract per direct te ontbinden.

### 11 februari
- De Amerikaanse oud-president Bill Clinton wordt geopereerd aan een verstopte slagader bij zijn hart. In 2004 onderging hij al een viervoudige bypassoperatie.
- De Oekraïense premier Joelia Tymosjenko laat na een kabinetszitting weten dat haar regering niet vrijwillig zal aftreden. De premier erkent haar verlies bij de presidentsverkiezingen niet.
- De Bossche zwemleraar Benno L. wordt aangeklaagd voor ruim veertig gevallen van seksueel misbruik van kinderen en van het in bezit hebben en maken van kinderporno.
- De gemeente Rotterdam kent geen onveilige wijken meer. Dat blijkt uit de Veiligheidsindex die burgemeester Ahmed Aboutaleb en korpschef Aad Meijboom presenteren.

### 12 februari
- In Vancouver vindt de openingsceremonie van de Olympische Winterspelen 2010 plaats, enkele uren nadat de Georgische rodelaar Nodar Koemaritasjvili tijdens een training is omgekomen.
- De gegevens van alle ruim 100.000 werknemers van Shell zijn met opzet gelekt naar mensenrechten- en milieuorganisaties. In de verspreide gegevens staan geen huisadressen, maar wel telefoonnummers en e-mailadressen.
- Het Waterschap Friesland legt een groot deel van de poldergemalen stil. Het is een test om te kijken of het ijs sneller aangroeit, als het overtollige water niet meer wordt weggepompt.
- Nederland maakt een begin met het uitbaggeren van de Westerschelde.

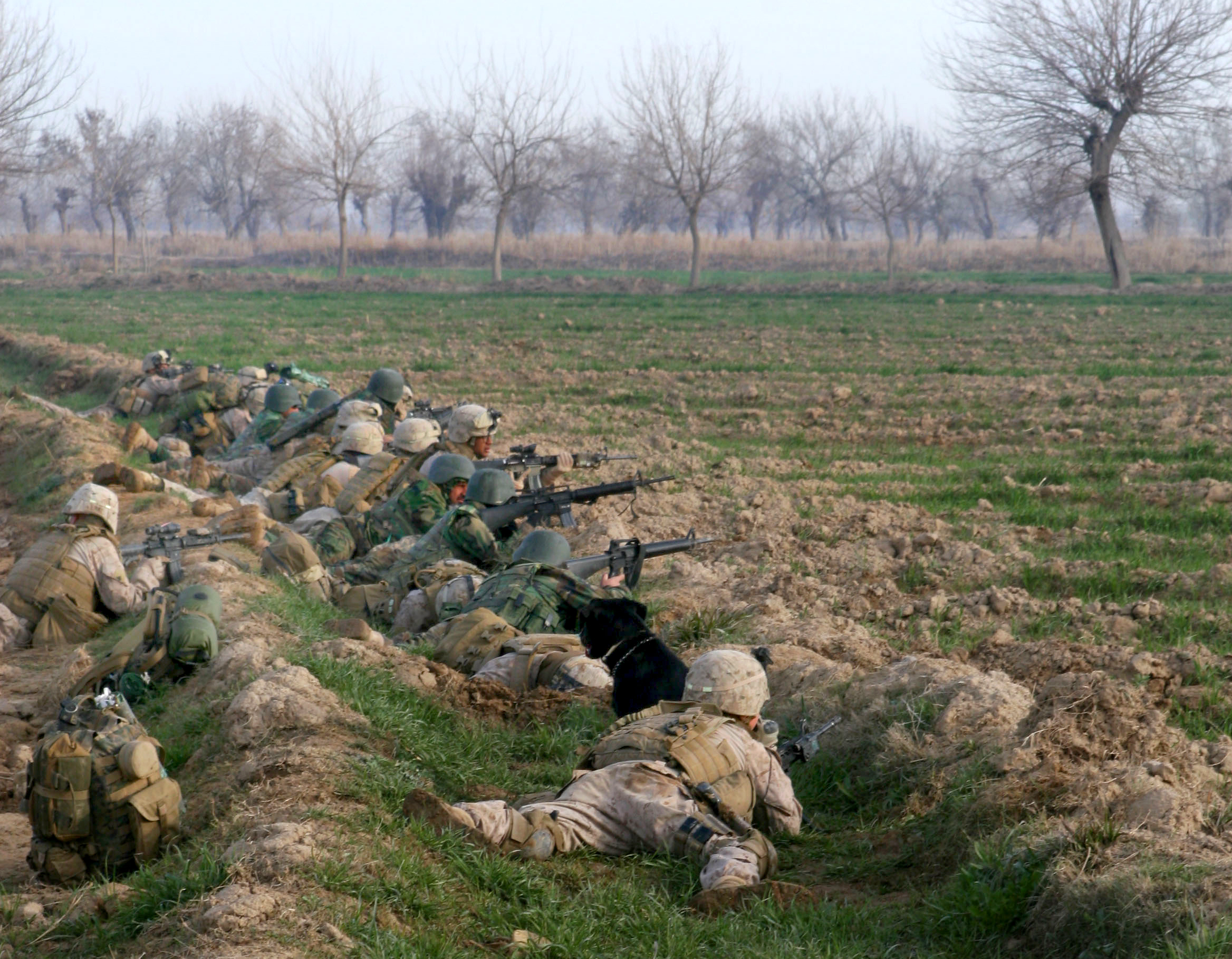
Soldaten in operatie Mushtarak

### 13 februari
- In de oorlog in Afghanistan beginnen westerse en Afghaanse troepen aan een groot offensief met de naam Operatie Mushtarak in de provincie Helmand.
- In de stad Pune in het westen van India komen negen mensen om en vallen 45 gewonden bij een ontploffing in een eetgelegenheid.
- Schaatser Sven Kramer wint goud op de 5000 meter tijdens de Olympische Winterspelen in Vancouver.
- Trainer Edward Sturing en FC Volendam gaan per direct uit elkaar. Dit wordt een dag na de 1-0 thuisnederlaag tegen AGOVV Apeldoorn in "goed onderling overleg" besloten.

### 14 februari
- Op de tweede dag van het offensief tegen de Taliban in Marjah in Helmand komen twaalf burgers om het leven. Volgens de NAVO komen twee raketten per ongeluk op een huis terecht. Een onbekend aantal burgers raakt gewond.
- Enkele tientallen Noord-Afrikaanse jongeren schoppen rellen in de Noord-Italiaanse stad Milaan. Ze zijn woedend over de dood van een 19-jarige Egyptische jongen.
- De Noord-Franse stad Caen evacueert 20.000 inwoners vanwege een vijfhonderd kilo zware bom uit de Tweede Wereldoorlog, die eind januari werd gevonden tijdens graafwerkzaamheden bij de universiteit van Caen.
- Het Leids Cabaret Festival wordt gewonnen door de Vlaamse standup-comedian Jeroen Leenders.

### 15 februari
- In Buizingen bij Halle botsen twee treinen van de NMBS. Hierbij komen minstens achttien mensen om het leven.
- De PvdA haalt in Rotterdam een verkiezingsposter weg die volledig in het Turks was opgesteld. Volgens de PvdA ging het om één poster en was het een solo-actie van een kandidaat voor de deelgemeenteraad Delfshaven.
- Een rechtbank in Frankrijk vaardigt een internationaal arrestatiebevel uit tegen de Amerikaanse wielrenner Floyd Landis, die wordt gezocht vanwege het hacken van een computer van een Frans dopinglab.
- Drie landen stellen zich bij de UEFA officieel kandidaat voor de organisatie van het EK voetbal 2016: Frankrijk, Italië en Turkije.

### 16 februari
- De Britse politie begint een onderzoek naar BBC-presentator Ray Gosling, die een dag eerder in zijn tv-programma heeft erkend zijn vriend te hebben hebben geholpen met euthanasie.
- In Oostenrijk en Duitsland blijken zes mensen te zijn overleden na het eten van kaas die was besmet met de listeriabacterie. Die kan voorkomen in kaas die van rauwe melk wordt gemaakt.
- Een veilinghuis in Chicago brengt veertien liefdesbrieven van John F. Kennedy aan zijn Zweedse minnares onder de hamer.
- Bij de aanleg van de Tweede Maasvlakte nabij Rotterdam wordt een stuk mammoetbot gevonden. Het is volgens het Natuur Historisch Museum een van de belangrijkste vondsten tot nu toe.

### 17 februari
- Na dertig jaar gaan de Verenigde Staten weer een kerncentrale bouwen. Het wordt mogelijk gemaakt met een leninggarantie die beschikbaar komt door de regering van Barack Obama.
- In Oekraïne wordt de officiële uitslag van de presidentsverkiezingen voorlopig geschorst. Het Hooggerechtshof wil eerst het beroep van premier Joelia Timosjenko behandelen.
- De Franse president Nicolas Sarkozy bezoekt Haïti. Het is het eerste bezoek van een Frans staatshoofd sinds de onafhankelijkheid van de voormalige Franse kolonie in 1804.
- In vijf van de veertien stadsdelen van Amsterdam wordt geen vuilnis opgehaald. De vuilnismannen en straatvegers leggen het werk neer om een betere cao af te dwingen.

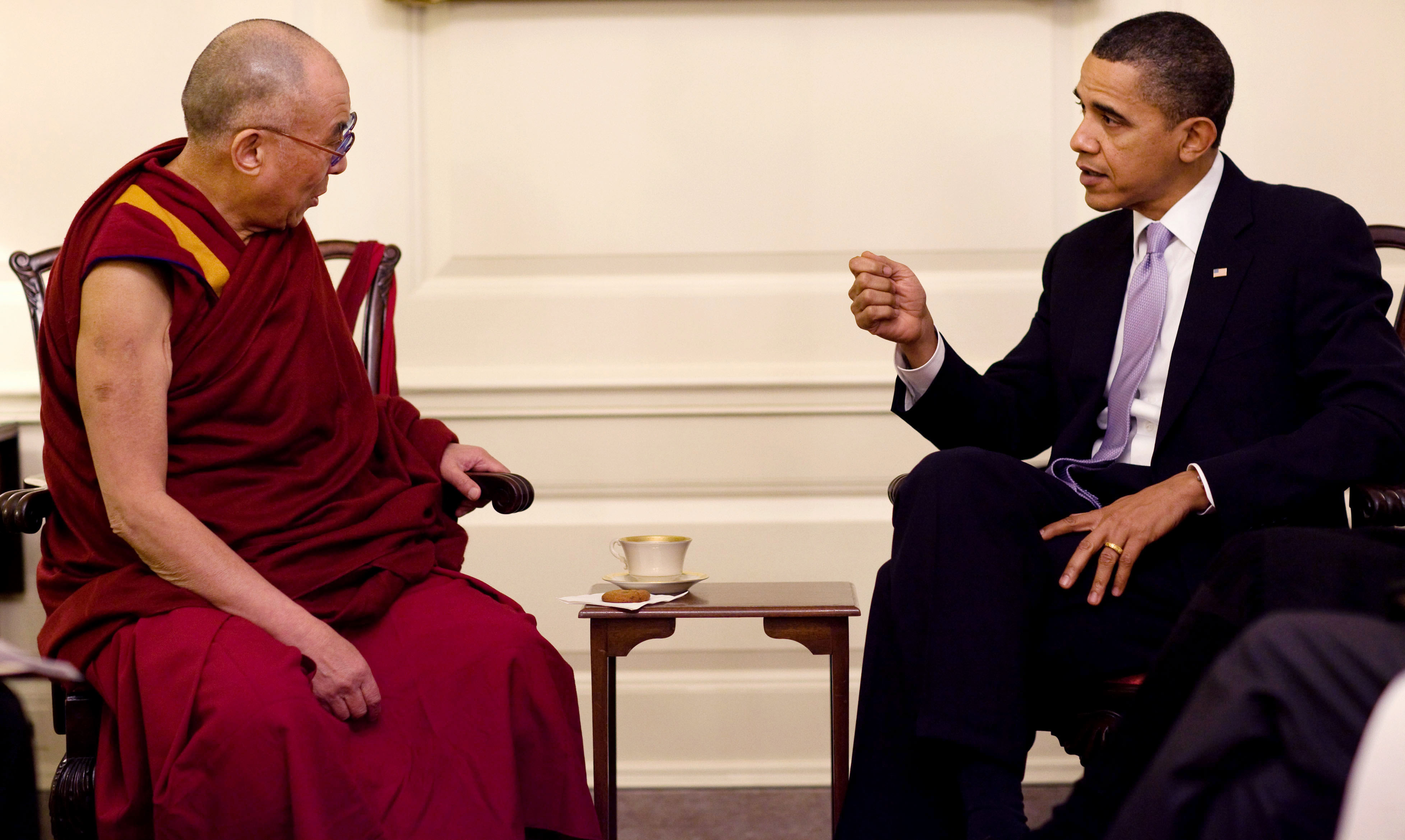
De Dalai lama en Barack Obama

### 18 februari
- In Niger neemt een groep soldaten het presidentieel paleis van Niamey in. Ze nemen president Mamadou Tandja gevangen en vestigen een militaire junta.
- In Austin in de Amerikaanse staat Texas pleegt een man zelfmoord door met een vliegtuigje in het gebouw van de belastingdienst te vliegen; naast de zelfmoordenaar komt ook een ambtenaar om het leven.
- Dalai lama Tenzin Gyatso bezoekt president Barack Obama op het Witte Huis. China reageert boos op de ontvangst.
- De politie in Amsterdam pakt zeker 75 voetbalsupporters op na rellen in de binnenstad. Het gaat om zowel aanhangers van Ajax als van de Italiaanse club Juventus.

### 19 februari
- Na enkele dagen van hevige regen stort een stamplemen minaret in de Marokkaanse stad Meknes in, met meer dan 40 doden tot gevolg.
- Het IUPAC noemt het scheikundig element met atoomnummer 112 Copernicium ter ere van Nicolaas Copernicus.
- Op de Nederlandse Antillen sluiten de leiders van zes politieke partijen een regeerakkoord. De regering is bijna identiek aan de vorige; alleen de Frente Obrero Liberashon van Anthony Godett ontbreekt, omdat die partij niet in het parlement terugkeert. Emily de Jongh-Elhage blijft aan als premier.
- De Amerikaanse topgolfer Tiger Woods biedt in zijn eerste publieke toespraak verontschuldigingen aan na zijn overspel.
- Joris Luyendijk wordt de nieuwe presentator van de uitzending van Met het Oog op Morgen op de maandagavond. Hij volgt presentator Lucella Carasso op, die vorig jaar overstapte naar de avondeditie van het NOS Radio 1 Journaal.

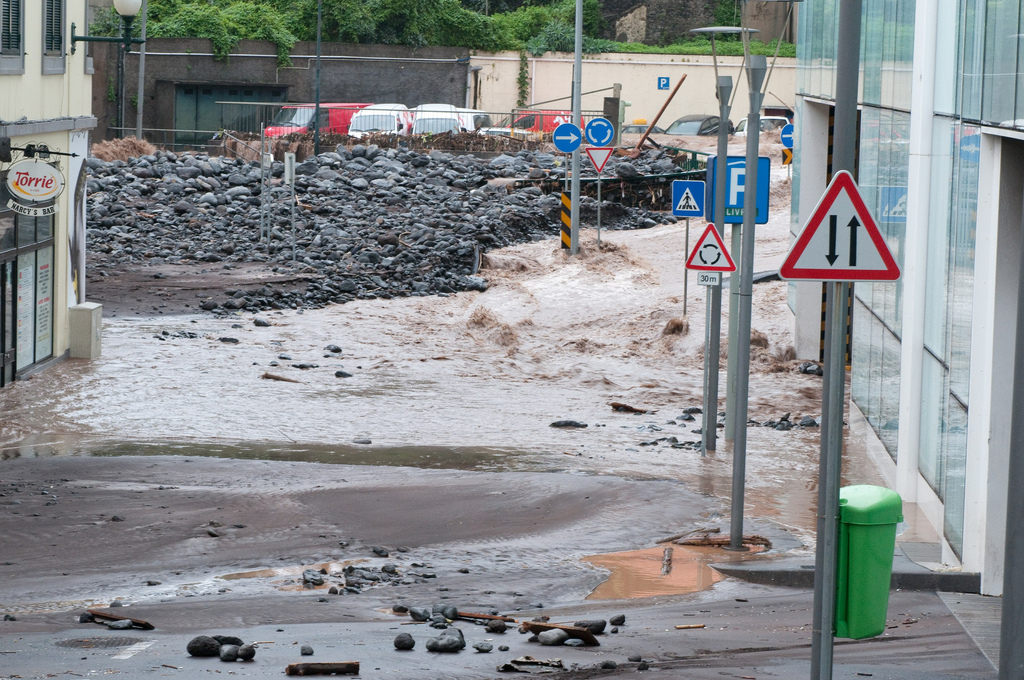
Overstromingen en modderstromen op Madeira

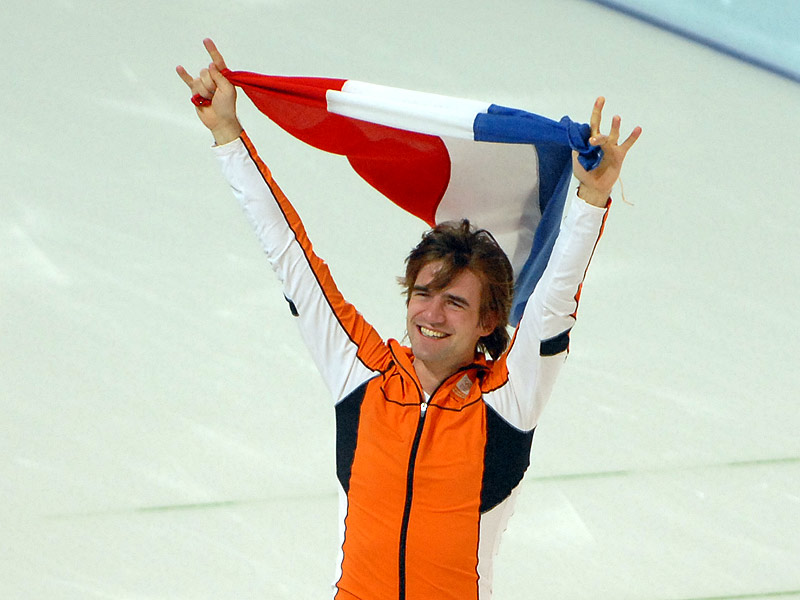
Mark Tuitert viert zijn Olympische overwinning

### 20 februari
- Het Nederlandse kabinet-Balkenende IV komt ten val na een crisis over de missie in Uruzgan: het CDA en de ChristenUnie wilden de militaire missie verlengen, de PvdA niet.
- Een metrostel van de Amsterdamse metro botst bij metrostation Wibautstraat op een lege, stilstaande metro; 31 mensen raken gewond.
- Het Portugese eiland Madeira wordt getroffen door hevige wind en regen met aardverschuivingen en overstromingen als gevolg. Ten minste 48 personen laten daarbij het leven.
- Schaatser Mark Tuitert wint goud op de 1500 meter tijdens de Olympische Winterspelen in Vancouver.

### 21 februari
- Schaatsster Ireen Wüst wint goud op de 1500 meter tijdens de Olympische Winterspelen in Vancouver.
- De film The Hurt Locker van regisseur Kathryn Bigelow is de grote winnaar bij de uitreiking van de Britse filmprijzen, de British Academy Film Awards.
- Bij de rooms-katholieke kerk in het Noord-Brabantse Reusel protesteren enkele tientallen mensen tegen pastoor Luc Buyens. De geestelijke weigerde de communie aan een homoseksuele carnavalsprins.
- De Soedanese regering sluit een wapenstilstand met de JEM, de belangrijkste rebellengroep in de conflictregio Darfur.

### 22 februari
- De Turkse politie arresteert veertien hoge officieren van het Turkse leger op verdenking van een samenzwering om de islamitische regering omver te werpen.
- Een geplande vierdaagse staking van circa 4000 piloten van Lufthansa voor salarisverhoging, meer zeggenschap en zekerheid van baanbehoud wordt na de eerste dag beëindigd, na een compromis tussen de Duitse luchtvaartmaatschappij en pilotenvakbond Cockpitt.
- De Belgische luchtvaartmaatschappij Brussels Airlines kondigt aan vanaf juli lijnvluchten te zullen verzorgen naar vier nieuwe West-Afrikaanse bestemmingen. Deze actie zal 110 banen opleveren.

### 23 februari
- Koningin Beatrix aanvaardt het ontslag van de PvdA-bewindslieden. Het kabinet-Balkenende IV gaat demissionair verder met de bewindspersonen van CDA en ChristenUnie.
- In de Verenigde Staten bekent een man tegenover de rechter dat hij in 2009 een aanslag wilde plegen in New York. Hij was van plan om zichzelf op te blazen in een metro in Manhattan.
- De fameuze Abbey Road Studio in Londen komt op de Britse monumentenlijst te staan.
- De Zweedse regering zet het leger in om sneeuw en ijs van de treinsporen te verwijderen. Het openbaar vervoer is al dagen ernstig ontregeld door het winterweer.
- De Franse supermarktketen Carrefour schrapt in België ruim 1700 van de 15 000 banen. Daarnaast sluit de keten veertien grote en zeven kleinere winkels. Nog eens 27 supermarkten worden verkocht of overgedragen aan franchisenemers.

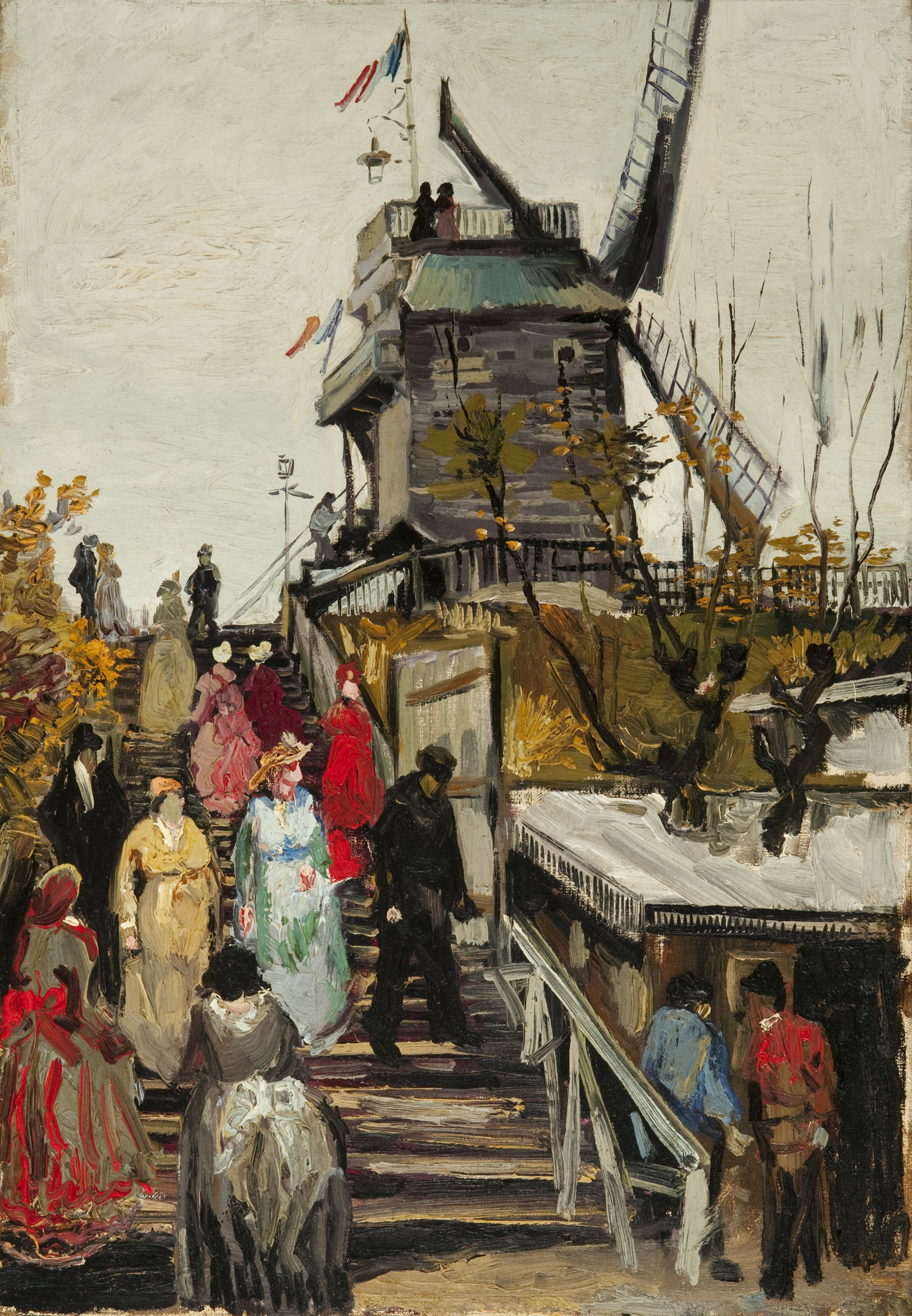
De molen 'Le blute-fin'

### 24 februari
- Door een sabotageactie in een oude raffinaderij stroomt een olievlek van 600.000 liter aardolie de Lambro in, een zijrivier van de Po. Ook de Po zelf raakt ernstig vervuild.
- Het schilderij De molen 'Le blute-fin' uit 1886 wordt na uitgebreid onderzoek toegeschreven aan Vincent van Gogh, 26 jaar na de dood van Dirk Hannema, de persoon die het doek als eerste als een Van Gogh herkende en de grondlegger van het Museum De Fundatie in Zwolle, waar het schilderij zich bevindt.
- In Luxor heeft de Egyptische overheid de laatste woningen weggeruimd die de voorbije eeuwen boven op een drieduizend jaar oude sfinxenlaan gebouwd zijn.

### 25 februari
- De olievervuiling in de Italiaanse rivier de Po dreigt uit te lopen op een milieuramp. De olie heeft inmiddels de provincie Parma bereikt, meer dan honderd kilometer ten zuidoosten van de bron van de lekkage bij Milaan.
- Viktor Janoekovytsj wordt ingezworen als de vierde president van Oekraïne.
- De PVV wil het dragen van hoofddoeken verbieden bij alle organisaties die van de gemeente subsidie krijgen. Ook mensen die bij gemeentelijke instellingen werken, mogen geen hoofddoek dragen, aldus PVV-leider Geert Wilders in Almere.
- Bij luchthaven Schiphol wordt de crash met een toestel van Turkish Airlines herdacht, exact een jaar geleden.

### 26 februari
- De Libische leider Moammar al-Qadhafi roept naar aanleiding van het Zwitserse minarettenverbod op tot een jihad tegen Zwitserland, het zionisme en buitenlandse agressie.
- Snowboardster Nicolien Sauerbreij wint op de parallelle reuzenslalom in Vancouver de 100e olympische gouden medaille voor Nederland.
- In Maastricht nemen duizenden mensen afscheid van burgemeester Gerd Leers tijdens een volksadieu op de markt.
- Circa 20.000 Iraakse legerofficiers die dienden onder het bewind van Saddam Hussein krijgen hun baan terug. Na de Amerikaanse invasie in 2003 werden ze uit hun functie ontzet.
- Steeds meer Nederlanders stoppen met roken, omdat ze het te duur vinden, zo blijkt uit een peiling van TNS NIPO.

De storm Xynthia

### 27 februari
- Een zware aardbeving met een momentmagnitude van 8,8 vindt plaats voor de Chileense kust, ruim honderd kilometer ten noorden van de stad Concepción.
- Bij een aanval van de islamitische terreurbeweging Abu Sayyaf op het zuidelijke Filipijnse eiland Basilan komen minstens 15 burgers om het leven.
- In een leegstand pand in Lunteren wordt een man geëlektrocuteerd. Het slachtoffer was volgens de politie op zoek naar koper en kwam onder stroom te staan toen hij een draad doorknipte.
- In Brussel worden de slachtoffers van de treinramp in Halle (Buizingen) herdacht. De plechtigheid vindt plaats in het Paleis voor Schone Kunsten.

### 28 februari
- De zware stormwind Xynthia trekt over Zuidwest- en West-Europa en maakt meer dan vijftig dodelijke slachtoffers, voornamelijk in Frankrijk.
- President Michelle Bachelet van Chili zegt dat het dodental van de aardbeving is opgelopen tot 708.
- In de provincies Limburg en Noord-Brabant komen honderden meldingen binnen van schade door de harde wind, vooral over afgewaaide dakpannen en vallende zware takken.
- Het Nederlandse kabinet kampt met een tegenvaller van iets meer dan twee miljard euro, aldus minister van Financiën Jan-Kees de Jager (CDA) in het tv-programma Buitenhof.
- In het noorden van Frankrijk wordt een topman opgepakt van de ETA, de Baskische afscheidingsbeweging: Ibon Gogeascoechea.

## Overleden
<< · januari · februari · maart · april · mei · juni · juli · augustus · september · oktober · november · december · >>